# Хан Су Ан
Хан Су Ан (кор. 한수안?, 韓水安?, 18 июня 1926 — 4 января 1998) — южнокорейский боксёр, призёр Олимпийских игр.

## Биография
Родился в 1926 году. В 1948 году стал бронзовым призёром Олимпийских игр в Лондоне. В 1952 году принял участие в Олимпийских играх в Хельсинки, но занял там лишь 5-е место.